# Gregg v. Georgia
Gregg v. Georgia (rozstrzygnięta 2 lipca 1976 roku) to nazwa sprawy wniesionej pod obrady Sądu Najwyższego USA, która zmodyfikowała (a nie jak czasem się twierdzi cofnęła) decyzję sprzed czterech lat (Furman v. Georgia), która uznała większość stanowych ustaw dotyczących kary śmierci za niezgodne z konstytucją, pozostawiając jednak nierozstrzygniętą kwestię konstytucyjności kary śmierci jako takiej. Sąd Najwyższy wyraźnie (decyzją głosów 7:2) uznał ją za zgodną z Konstytucją. Pierwszy wyrok wykonany na mocy tego postanowienia miał miejsce 17 stycznia 1977 roku, kiedy Gary Gilmore został rozstrzelany w stanie Utah.

## Głosy oddane za
- Warren Burger
(prezes Sądu Najwyższego)
- John Paul Stevens
- Lewis F. Powell
- Harry Blackmun
- William H. Rehnquist
- Potter Stewart
- Byron White

## Głosy oddane przeciw
- William J. Brennan
- Thurgood Marshall